# Outjo
Outjo es un pueblo de Namibia, ubicado en el Distrito electoral de Outjo de la Región de Kunene. 
Fue fundado por alemanes en 1897 por el Coronel Theodor von Leutwein como una pequeña base militar a fin de explorar la zona norte del África del Sudoeste Alemana.
El museo histórico local (Franke Haus Museum) detalla la campaña de Major Viktor Franke en Ovambolandia.
El «Monumento Impalila» conmemora la pequeña expedición contra el fuerte portugués en Impalila en Angola por el Mayor Viktor Franke en octubre de 1914 seguida por la masacre a la delegación alemana que había sido enviada para negociar un tratado de no-agresión.
La ciudad se encuentra cerca del Parque Nacional Etosha y de la Cueva Gamkarab, conocida por sus estalactitas y estalagmitas.
- Datos: Q1704346
- Multimedia: Outjo / Q1704346